# Софакс
Софакс или Сифакс (грч. Σύφαξ, лат. Syphax, до 201. пре н.е.) је био краљ нумиђанскога племена Масесилија. Истакао се током Другога пунскога рата. Ратовао је са Картагињанима 214—213. п. н. е. и за то време сарађивао је са Сципионима. Пре римске инвазије на Африку постао је савезник Картагине и оженио се ћерком Хаздрубала Гискона. Заузео је и источну Нумидију, којом је пре тога владао римски савезник Масиниса. Сципион Афрички је 203. п. н. е. изненедио и уништио велику Софаксову војску, која је помагала Картагињанима у бици код Утике. Након Софаксова пораза у бици на Великим равницама Масиниса се вратио на трон источне Нумидије, а Софакс је и трећи пут окупио војску. Гај Лелије и Масиниса победили су његову војску крај Утике. Софакса су заробили и послали у Рим, где је остатак живота провео у заточеништву.

## Краљ Масесилија
Није познато када је постао краљ Масесилија, нумиђанскога племена, које је контролисало најзападнији део Нумидије. Нумидија је у то време имала много номадскога становништва. Била је подељена између два племена. На истоку су живели Масилији, а на плодном западу Масесилији. Источно племе било је традиционално у пријатељским односима са Картагином и изгледа да су Картагињани доприносили успону њима наклоњене династије, која је могла да служи као бедем против западних Нумиђана.

## Сарадња са Сципионима
Током 214. пре н.е. Софакс је ратовао против Картагињана. Хаздрубал Барка је током 214./213. п. н. е. морао да оде у Африку да ратује против њега. На ту вест Публије Корнелије Сципион и Гнеј Корнелије Сципион послали су као изасланике тројицу центуриона охрабрујући га да настави са ратом и обећавајући му подршку Рима. Софакс је био одушевљен римским изасланством. Статорије, један од тројице центуриона, остао је код Софакса као војни инструктор. Нумиђани су имали добру коњицу, али веома лошу пешадију, тако да су од Римљана имали што да науче. Статорије је обучио младу нумиђанску војску римском начину ратовања и нова војска исказала се победивши Картагињане у бици на отвореном терену. Софакс је послао своје изасланике Сципионовима у Иберију и они су наговорили многе Нумиђане да дезертирају из картагињанске војске у Иберији.

## Масиниса побеђује Софакса
Картагињани су затражили помоћ од Гала, краља Масилија, тј. источних Нумиђана. Он је послао своју војску под командом свога седамнаестогодишњега сина Масинисе. Софакс није могао да се супротстави удруженим снагама Картагињана и Масинисе. Поражен је 213. п. н. е. у великој бици изгубивши 30.000 војника. Након пораза побегао је код Маурисија, који су живели крај Атлантског океана. Софакс је и ту окупио нову војску и припремао се да пређе у Шпанију, али Масиниса је стигао на време и поново га спречио. Након тога склопљен је изгледа некакав споразум по коме је Софакс задржао своје краљевину.

## Сципионова посета Софаксу
Софакс је 210. п. н. е. послао изасланство у Рим. Изгледа да је тада поново био у рату са Картагином. Касније је Софакс поново био у савезу са Картагином. Сципион Африканац је 205. п. н. е. послао Софаксу Гаја Лелија са циљем да наговори Софакса да раскине савез са Картагињанима. Међутим Софакс је изричито захтевао да се лично види са Сципионом, па је Сципион био присиљен да оде у Африку да би придобио важнога савезника. У исто време кад и Сципион код Софакса се појавио и Хаздрубал. Софакс је најпре склопио споразум са Сципионом. Хаздрубал Гискон је након одласка Сципиона придобио Софакса, који је онда прешао на страну Картагињана и оженио се Хаздрубаловом ћерком. Софакс је на страну Картагињана прешао највише због преласка Масинисе на страну Римљана.

## Заузима и источну Нумидију
Када је умро Гала, краљ источних Нумиђана (Масилија) наследио га је брат, који је веома кратко владао, а онда је било неколико претендената на престо. Софакс се у почетку веома мало мешао у грађански рат. Пружао је малу подршку Масинисиним противкандидатима. Међутим није спречио Масинису да се домогне круне. Хаздрубал је наговорио Софакса да нападне Масинису, који је постао непријатељ Картагињана. Софакс је победио Масинису у првој бици и заузео је целу Масинисину краљевину. Масиниса је побегао у планине, одакле је водио герилски рат и изводио пљачкашке упаде. Током једнога периода рата Масиниса је остао без следбеника, али онда је успео да поврати своју краљевину и да угрожава остале територије. Софакс је сакупио велику војску и заједно са својим сином Вермином победио је Масинису у великој бици између Цирте и Хипоа. Поново је цела источна Нумидија пала под Софаксову власт, а Масиниса је умакао са малим бројем сабораца са којима је 204. п. н. е. дочекао да Сципион Африканац дође у Африку.

## Сципион је изненедио и уништио велику Софаксову војску
Када је Сципион Афрички извршио инвазију Софакс је са 50.000 војника и 10.000 коњаника дошао да помаже Картагињанима. За време Сципионове опсаде Утике Софакс се надао да ће да наговори две стране на споразум, па је често преговарао са Сципионовим изасланицима предлажући да се Римљани повуку из Африке, а Ханибал са Апенинскога полуострва. Сципион је дуго за време примирја током зиме 204/203. п. н. е. затезао у преговорима тајно спремајући план. У пролеће 203. п. н. е. Сципион је прекршио примирје. Ноћу је његова војска под командом Масинисе и Гаја Лелија напала Софаксов логор и потпалила сламнате колибе у логору. Уследила је паника у којој је страдала цела нумиђанска армија, делом од ватре, а делом од римске војске. Сципион је са остатком војске напао Хаздрубала и његову војску, потпалио му је логор и уништио велики део војске. Битка код Утике (203. п. н. е.) окончала се римском великом победом.

## Битка на Великим равницама 203. п. н. е.
Софакс је након пораза најпре кренуо кући. Картагињани су се нашли у веома тешкој ситуацији, па су тражили од Софакса да им пружи помоћ. Софакс се охрабрио тек кад је код Абе је наишао на 4.000 келтиберских најамника. Осим тога жена га је молила да не нашушта Картагињане. Окупивши војску Софакс се поново придружио Картагињанима на Великим равницама. Софакс и Хаздрубал Гискон окупили су око 30.000 војника и поново су изгубили у бици на Великим равницама 203. п. н. е. Софакс се након пораза са коњаницима повукао кући.

## Заробљен у бици код Цирте
Побегао је у западну Нумидију у своју оригиналну краљевину, а Гај Лелије и Масиниса су отишли у источну Нумидију, која је поново враћена под власт Масинисе. Масиниса је поново враћен на трон источне Нумидије. Пошто нису нападали Софаксову краљевину он је поново окупио велику војску, припремио много коња, оружја и опреме. Поново је имао веома бројну војску, али радило се углавном о регрутима. У близини Софаксовога главнога града Цирте дошло је до велике битке у којој су Масинисина и римска војска под командом Гаја Лелија победили и заробили Софакса. Након те битке Масиниса је заузео Цирту.

## Смрт
Као заробљеник Софакс је спроведен до Сципиона, а онда га је Гај Лелије спровео у Рим. Сенат је наредио да буде утамничен у Алби до Сципионовога повратка из рата. Када је Сципион након капитулације Картагине у тријумфу ушао у Рим, тада је у тријумфалној поворци вођен и Софакс, као истакнути заробљеник. Брзо након тога умро је у затвору. Према Ливију умро је у Тибуру.